# ニュー・セントラル・バンク・タワー

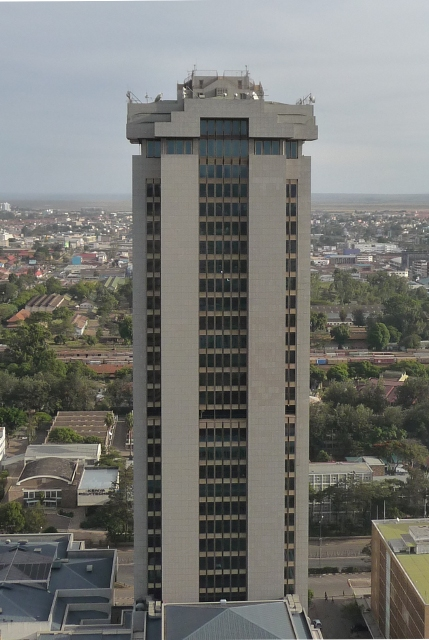
タイムズ・タワー

ニュー・セントラル・バンク・タワー（英文表記: New Central Bank Tower）は、ケニアの首都ナイロビにある、38階建ての建造物。タイムズ・タワー (Times Tower) としても知られる。タワーの建設は、1997年から2000年まで行われた。2000年5月、140メートルあるタワーは、東アフリカおよび中央アフリカ地域で最も高い建造物となった。総合ビルとして機能するタワーには、7層に及ぶ銀行業の店舗と、計11階層分に及ぶ駐車場が入居している。建物は地震にも耐えられるようデザインされており、0.9メートルから3メートルの厚さがあるコンクリートの上に建設されている。
また、タワーはケニア歳入庁 (Kenya Revenue Authority, 略称KRA) の本部が入居する、唯一の建造物である。この歳入庁によって、税金の減免や管理を行うために使われているのである。ちなみに、ケニアにある全ての企業は2007年から、政府指導のもとに現金電子登録のシステムを用いて税金の納入を行うことが求められている。
毎月の20日に税金の納入期限が定められていることから、ニュー・セントラル・バンク・タワーには通常その税金の納入日が近づくと、ケニアにおける多くのビジネスマン達が建物の前に列をなしている。
建物のセキュリティは厳重で、来訪者は金属探知機を使用する警備員の検査とスクリーニングを通過する必要がある。また、常時武装した警察官が警備に当たっている。地上階から建物へ入る場合には、地域に住む人々にはケニアで発行されているIDカードを、また外国人であればパスポートが、それぞれ必要とされる。無論タワーの関係者でなければ、こうした身分証明無しで入ることは許されていない。
その他、建物内には6つのエレベーターが設けられており、タワーの7階などは関係者以外でも入場等の制限が掛けられていないのも特徴である。

## 参考
- https://web.archive.org/web/20070311015954/http://www.howardhumphreys.com/project_pages/times.htm